# Крюков, Николай Иванович
Николай Иванович Крюков (19.05.1908, село Плоское, теперь Елецкого района Липецкой области, Российская Федерация — 24 февраля 1962, город Одесса) — советский военный деятель, генерал-майор. Кандидат в члены ЦК КПУ в 1961-1962 г.

## Биография
Родился в крестьянской семье. Русский. Был призван Орловским райвоенкоматом.
С 1930 года — в Рабоче-крестьянской Красной армии. Служил в 17-м стрелковом полку. В 1931 году стал членом ВКП(б).
Затем он был направлен на учёбу в Москву в полковую школу, после окончания которой, в 1933 — 1936 гг. Николай продолжил учиться в Военно-политическом училище в Ленинграде.
Находился на военно-политической работе. В 1939 году был участником боевых действий на реке Халхин-Гол в Монгольской Народной Республике, в 1939-1940 г. — участник советско-финской войны.
Участник Великой Отечественной войны с 22 июня 1941. В 1941-1943 г. — начальник политического отдела стрелковой дивизии, заместитель по политической части командира 27-го стрелкового корпуса Центрального фронта. В июне 1943-1948 г. — начальник политического отдела 27-го стрелкового корпуса 13-й армии на 1-м Украинском фронте.
В 1948-1949 г. — заместитель начальника Политического управления Приволжского военного округа. В 1949-1952 г. — начальник Политического управления Западно-Сибирского военного округа.
В 1952-1955 г. — слушатель Высшей военной академии имени Ворошилова.
В 1955-1956 г. — начальник Политического управления Беломорского военного округа.
В 1956-1958 г. — начальник Политического управления Одесского военного округа. В 1958-1960 г. — заместитель начальника Политического управления Одесского военного округа.
В июле 1960 — феврале 1962 г. — член Военного совета — начальник Политического управления Одесского военного округа.
Умер в 1962 году. Похоронен на 9-м участке 2-го Христианского кладбища.

## Звание
- гвардии полковник
- генерал-майор

## Награды
- три ордена Ленина (в т. ч. 15.01.1944, 6.04.1945)
- орден Красного Знамени (в т. ч. 16.10.1943)
- орден Отечественной войны I ст. (22.09.1944)
- орден Красной Звезды
- медали